# Герб Стародуба
Герб Староду́ба — является официальным символом муниципального образования «Город Стародуб», административного центра Стародубского района Брянской области Российской Федерации.
Исторический герб города Стародуба был создан на основе герба 1620 года, пожалованного городу польским королём Сигизмундом III и герба Стародубского полка, Высочайше утверждён 4 (15) июня 1782 года императрицей Екатериной II вместе с другими гербами городов Новгородско-Северского наместничества. Официально использовался до ноября 1917 года. 10 августа 2006 года Решением Стародубского городского Совета народных депутатов был восстановлен в качестве официального символа города. Герб внесён в Государственный геральдический регистр под регистрационным номером 2238.
Герб является гласным.

## Описание
Герб в соответствии с Решением Стародубского городского Совета народных депутатов № 215 от 10 августа 2006 года «О внесении изменений в Решение Стародубского городского Совета от 21 марта 2006 года № 165 «Об утверждении герба города Стародуба» имеет следующее описание:
Геральдическое описание (блазон) гласит:
В серебряном поле на зелёной, окантованной лазурью, земле червлёный (красный) старый дуб, справа не имеющий листьев, слева с зелёными листьями.
Герб Высочайше пожалован городу Стародуб 4 июня 1782 года (по старому стилю)».

## История

### Гербы Стародуба XVII века
15 февраля 1620 года польским королём Сигизмундом III Стародубу был пожалован привилей на магдебургское право. В привелее говорилось «…Стародубу должно иметь свой архив, свою казну, знамя, печать…»
. Согласно привилею, городу был пожалован герб: «за герб меский» (городской) изображение «дуба з гнездом орлым». Символ (старый дуб), помещенный в герб города прямо передавал его название, поэтому герб Стародуба относится к категории гласных или «говорящих» гербов.
Через пять лет, 27 мая 1625 года, из канцелярии Великого княжества Литовского Стародубу был выдан совершенно другой привилей на магдебургское право и другой герб: «до печатования городских дел мародубских уряду бурмистровского и лавничного за герб городской назначаем святого Георгия». Изображения этого герба не сохранились, известны лишь его поздние реконструкции: в лазуревом поле Святой Георгий на коне поражает копьём дракона. Подтверждения тому, что новый герб использовался — нет.
С середины XVII века до 1781 года Стародуб был полковым городом Стародубского полка — административно-территориальной и войсковой единицы Запорожского Войска Гетманщины. В конце XVII века символ Стародуба на городской магистратской печати изображался, в отличие от герба 1625 года, по-другому: в правой руке старый дуб с листьями по всей кроне.

Герб Стародуба 1625 года
Герб Стародуба на городской печати 1696 года

### Герб на Знамени Стародубского полка
Первоначально Стародубский полк имел название пехотный гарнизонный полк Ушакова и относился к Киевскому гарнизону. В 1727 году полк несколько месяцев назывался 3-м Орловским, а затем был переименован в Стародубский. В 1764 расформирован на отдельные батальоны.
В июне 1728 года Верховный тайный совет издал указ о введении нового образца полковых знамён с государственным и городским гербами. В 1729 году под руководством обер-директора над фортификацией генерала Б. К. Миниха и при участии художника Андрея Баранова (живописца А. Д. Меншикова) был составлен Знамённый гербовник. 8 марта 1730 года новые гербы для полковых знамён были утверждены. Герб на знамени Стародубского гарнизонного полка имел следующее описание: 
В золотом щите, на белом поле на зелёной земле старый дуб.
Гербы 1730 года должны были размещаться не только на полковых знамёнах, но и на печатях, которыми губернаторы и воеводы опечатывали все бумаги, кроме партикулярных. Таким образом, герб Стародубского полка с этого периода стал приобретать статус городского герба Российской империи.

### Высочайше утверждённый герб
В 1782 году территория бывшего Стародубского полка вошла в состав новообразованного Новгородско-Северского наместничества. 4 июня 1782 года императрицей Екатериной II вместе с другими гербами городов наместничества был Высочайше утверждён герб города Стародуба.
Подлинное описание герба уездного города Стародуба гласило: 
Старой дубъ въ серебряномъ полѣ.ПСЗРИ, 1782, Закон № 15424
С 1802 года Стародуб стал уездным городом Черниговской губернии, герб города не менялся.

### Герб Кёне
В 1865 году, в период геральдической реформы Кёне, был разработан проект нового герба Стародуба (официально не утверждён):
В серебряном щите зеленый дуб с червлеными желудями. В вольной части — герб Черниговской губернии. Щит увенчан серебряной стенчатой короной и окружён золотыми колосьями, соединёнными Александровской лентой.

### Новое время
В советское время исторический герб Стародуба не использовался, но с его изображением выпускалась сувенирная продукция. 28 декабря 1991 года решением исполнительного комитета Стародубского городского Совета народных депутатов № 239 исторический герб города был восстановлен в качестве официального символа города со следующим описанием 
В серебряном щите с зеленою оконечностью дуб натурального цвета с зелеными, листьями слева.
В 1994 году был выпущен сувенирный значок с проектом нового герба Стародуба с советской символикой. Герб имел следующий вид: Щит пересеченный. В верхней части в червлёном поле золотая мортира, сопровождаемая по сторонам пирамидами ядер натурального цвета (герб Брянска), в нижней части, пространной, рассеченной лазурью и зеленью — червленый столб, обремененный вверху золотой пятиконечной звездой и сопровождаемый справа старым золотым дубом, слева — двумя золотыми же яблоками одно над другим.
21 марта 2006 года решением Стародубского городского Совета народных депутатов № 165 исторический герб Стародуба был утверждён в качестве официального символа города. Вновь утверждённый герб имел следующее описание: 
Герб городского округа «Город Стародуб», утверждаемый настоящим Решением символизирует исторические традиции Стародубья и представляет из себя изображение — Старый дуб на зелёной траве в белом (серебряном) поле на французском геральдическом щите (соотношение высоты к ширине которого составляет 9/8)», он является аналогом Герба, Высочайше утверждённого 4 июня 1782 года (по старому стилю), изображение утверждаемого Герба помещено в книге Н. Сперансова „Земельные гербы России“».
На основании рекомендаций Геральдического Совета при президенте РФ от 29 июня 2006 года № А62 −2- 298, решением Стародубского городского Совета народных депутатов от 10 августа 2006 года № 215 в собственное решение от 21 марта 2006 года были внесены изменения. Было утверждено ныне действующее описание герба города.

## Герб района
22 февраля 2011 года был утверждён герб Стародубского района, который был создан на основе исторического герба Стародуба. Геральдическое описание герба района гласит: «В серебряном поле черный с зелеными листьями на левой стороне старый дуб, сопровождаемый положенной в пояс в оконечности и оплетенной корнями дуба червлёной казачьей шашкой с золотым темляком, а по сторонам — двумя вырастающими с ним от одного корня зелеными пшеничными колосьями».